# Herrup
Herrup er en landsby i det nordlige Vestjylland med 264 indbyggere  (2024), beliggende i Sevel Sogn. Herrup ligger 13 kilometer sydøst for Vinderup og 22 kilometer nordøst for Holstebro.
Byen er beliggende i Region Midtjylland og hører til Holstebro Kommune.